# لي هاتشر
لي هاتشر (بالإنجليزية: Leigh Hatcher)‏ هو صحفي أسترالي، ولد في 25 أغسطس 1955.